# Плавання на літніх Олімпійських іграх 1988
Змагання з плавання на літніх Олімпійських іграх 1988 в Сеулі тривали з 18 до 25 вересня 1988 року у Відкритому плавальному басейні Джамсіл. Змагалися 633 спортсмени з 77 країн.

## Таблиця медалей
| Місце               | Країна                | Золото | Срібло | Бронза | Загалом |
| ------------------- | --------------------- | ------ | ------ | ------ | ------- |
| 1                   | НДР (GDR)             | 11     | 8      | 9      | 28      |
| 2                   | США (USA)             | 8      | 6      | 4      | 18      |
| 3                   | Угорщина (HUN)        | 4      | 2      | 0      | 6       |
| 4                   | СРСР (URS)            | 2      | 2      | 5      | 9       |
| 5                   | Австралія (AUS)       | 1      | 1      | 1      | 3       |
| 5                   | Болгарія (BUL)        | 1      | 1      | 1      | 3       |
| 5                   | Велика Британія (GBR) | 1      | 1      | 1      | 3       |
| 5                   | ФРН (FRG)             | 1      | 1      | 1      | 3       |
| 9                   | Суринам (SUR)         | 1      | 0      | 0      | 1       |
| 9                   | Японія (JPN)          | 1      | 0      | 0      | 1       |
| 11                  | Китай (CHN)           | 0      | 3      | 1      | 4       |
| 12                  | Канада (CAN)          | 0      | 1      | 1      | 2       |
| 12                  | Румунія (ROU)         | 0      | 1      | 1      | 2       |
| 14                  | Данія (DEN)           | 0      | 1      | 0      | 1       |
| 14                  | Коста-Рика (CRC)      | 0      | 1      | 0      | 1       |
| 14                  | Нідерланди (NED)      | 0      | 1      | 0      | 1       |
| 14                  | Швеція (SWE)          | 0      | 1      | 0      | 1       |
| 18                  | Нова Зеландія (NZL)   | 0      | 0      | 2      | 2       |
| 18                  | Франція (FRA)         | 0      | 0      | 2      | 2       |
| 20                  | Іспанія (ESP)         | 0      | 0      | 1      | 1       |
| 20                  | Італія (ITA)          | 0      | 0      | 1      | 1       |
| 20                  | Польща (POL)          | 0      | 0      | 1      | 1       |
| Загалом (22 збірні) | Загалом (22 збірні)   | 31     | 31     | 32     | 94      |

## Дисципліни
У плавальній програмі Ігор 1988 з'явилися дві нові дисципліни, 50 м вільним стилем серед чоловіків і жінок, і їх загальна кількість сягнула 31.
- Вільний стиль: 50, 100, 200, 400, 800 (жінки) і 1500 (чоловіки);
- Плавання на спині: 100 і 200;
- Брас: 100 і 200;
- Батерфляй: 100 і 200;
- Індивідуальне комплексне плавання: 200 і 400;
- Естафети: 4×100 вільним стилем, 4×200 вільним стилем (чоловіки) і 4×100 комплексом.

## Медальний залік

### Чоловіки
| Дисципліни                      | Золото                                                                                           | Золото       | Срібло | Срібло   | Бронза | Бронза   |
| ------------------------------- | ------------------------------------------------------------------------------------------------ | ------------ | --- | -------- | --- | -------- |
| 50 м вільним стилем             | Метт Бйонді · США                                                                                | 22.14 (WR)   | Том Джеґер · США | 22.36    | Геннадій Пригода · СРСР | 22.71    |
| 100 м вільним стилем            | Метт Бйонді · США                                                                                | 48.63 (OR)   | Кріс Джейкобс · США                                                                                                   | 49.08    | Стефан Карон · Франція | 49.62    |
| 200 м вільним стилем            | Данкан Армстронґ · Австралія                                                                     | 1:47.25 (WR) | Андерс Гольмертц · Швеція                                                                                             | 1:47.89  | Метт Бйонді · США | 1:47.99  |
| 400 м вільним стилем            | Уве Даслер · НДР                                                                                 | 3:46.95 (WR) | Данкан Армстронґ · Австралія                                                                                          | 3:47.15  | Артур Войдат · Польща | 3:47.34  |
| 1500 м вільним стилем           | Володимир Сальников · СРСР                                                                       | 15:00.40     | Штефан Пфайффер · Західна Німеччина                                                                                   | 15:02.69 | Уве Даслер · НДР | 15:06.15 |
| 100 м на спині                  | Дайті Судзукі · Японія                                                                           | 55.05        | Девід Беркофф · США                                                                                                   | 55.18    | Ігор Полянський · СРСР | 55.20    |
| 200 м на спині                  | Ігор Полянський · СРСР                                                                           | 1:59.37      | Франк Бальтруш · НДР                                                                                                  | 1:59.60  | Пол Кінґсмен · Нова Зеландія | 2:00.48  |
| 100 м брасом                    | Адріан Мургаус · Велика Британія                                                                 | 1:02.04      | Карой Гюттлер · Угорщина                                                                                              | 1:02.05  | Дмитро Волков · СРСР | 1:02.20  |
| 200 м брасом                    | Йожеф Сабо · Угорщина                                                                            | 2:13.52      | Нік Джиллінгем · Велика Британія                                                                                      | 2:14.12  | Серхіо Лопес Міро · Іспанія | 2:15.21  |
| 100 м батерфляєм                | Ентоні Несті · Суринам                                                                           | 53.00 (OR)   | Метт Бйонді · США | 53.01    | Енді Джеймсон · Велика Британія | 53.30    |
| 200 м батерфляєм                | Міхаель Ґрос · Західна Німеччина                                                                 | 1:56.94 (OR) | Бенні Нільсен · Данія                                                                                                 | 1:58.24  | Ентоні Мосс · Нова Зеландія | 1:58.28  |
| 200 м комплексом                | Тамаш Дарньї · Угорщина                                                                          | 2:00.17 (WR) | Патрік Кюль · НДР | 2:01.61  | Вадим Ярощук · СРСР | 2:02.40  |
| 400 м комплексом                | Тамаш Дарньї · Угорщина                                                                          | 4:14.75 (WR) | Девід Вортон · США | 4:17.36  | Стефано Баттістеллі · Італія | 4:18.01  |
| Естафета 4×100 м вільним стилем | США (USA) Кріс Джейкобс Трой Делбі Том Джеґер Метт Бйонді Даґ Джертсен* Брент Ланґ* Шон Джордан* | 3:16.53 (WR) | СРСР (URS) Геннадій Пригода Юрій Башкатов Микола Євсєєв Володимир Ткаченко Раймундас Мажуоліс* Олексій Бориславський* | 3:18.33  | НДР (GDR) Дірк Ріхтер Томас Флеммінґ Ларс Гіннебурґ Штеффен Цеснер                                                                        | 3:19.82  |
| Естафета 4×200 м вільним стилем | США (USA) Трой Делбі Метт Цетлінскі Даґ Джертсен Метт Бйонді Креґ Оппел* Ден Йорґенсен*          | 7:12.51 (WR) | НДР (GDR) Уве Даслер Свен Лодзієвскі Томас Флеммінґ Штеффен Цеснер Ларс Гіннебурґ*                                    | 7:13.68  | ФРН (FRG) Ерік Гохштайн Томас Фарнер Райнер Генкель Міхаель Ґрос Петер Зітт* Штефан Пфайффер*                                             | 7:14.35  |
| Естафета 4×100 м комплексом     | США (USA) Девід Беркофф Річард Шредер Метт Бйонді Кріс Джейкобс Джей Мортенсон* Том Джеґер*      | 3:36.93      | Канада (CAN) Марк Тьюксбері Віктор Девіс Том Пойнтінґ Сенді Ґосс                                                      | 3:39.28  | СРСР (URS) Ігор Полянський Дмитро Волков Вадим Ярощук Геннадій Пригода Сергій Заболотнов* Валерій Лозик* Костянтин Петров* Микола Євсєєв* | 3:39.96  |

* Плавці, що взяли участь лише в попередніх запливах і одержали медалі.

### Жінки
| Дисципліни                      | Золото                                                                                              | Золото                               | Срібло | Срібло  | Бронза                                                                                          | Бронза  |
| ------------------------------- | --------------------------------------------------------------------------------------------------- | ------------------------------------ | --- | ------- | ----------------------------------------------------------------------------------------------- | ------- |
| 50 м вільним стилем             | Крістін Отто · НДР \|rowspan=2\| 25.49 (OR)                                                         | Ян Веньї · Китай \|rowspan=2\| 25.64 | rowspan=2\| 25.71                                                                                          |         |                                                                                                 |         |
| 50 м вільним стилем             | Крістін Отто · НДР \|rowspan=2\| 25.49 (OR)                                                         | Ян Веньї · Китай \|rowspan=2\| 25.64 | Катрін Майснер · НДР                                                                                       |         |                                                                                                 |         |
| 100 м вільним стилем            | Крістін Отто · НДР                                                                                  | 54.93                                | Чжуан Юн · Китай                                                                                           | 55.47   | Катрін Плевінскі · Франція                                                                      | 55.49   |
| 200 м вільним стилем            | Гайке Фрідріх · НДР                                                                                 | 1:57.65 (OR)                         | Сільвія Полл · Коста-Рика                                                                                  | 1:58.67 | Мануела Штельмах · НДР                                                                          | 1:59.01 |
| 400 м вільним стилем            | Дженет Еванс · США                                                                                  | 4:03.85 (WR)                         | Гайке Фрідріх · НДР                                                                                        | 4:05.94 | Анке Мерінґ · НДР                                                                               | 4:06.62 |
| 800 м вільним стилем            | Дженет Еванс · США                                                                                  | 8:20.20 (OR)                         | Астрід Штраус · НДР                                                                                        | 8:22.09 | Джулі Макдоналд · Австралія                                                                     | 8:22.93 |
| 100 м на спині                  | Крістін Отто · НДР                                                                                  | 1:00.89                              | Крістіна Егерсегі · Угорщина                                                                               | 1:01.56 | Корнелія Зірх · НДР                                                                             | 1:01.57 |
| 200 м на спині                  | Крістіна Егерсегі · Угорщина                                                                        | 2:09.29 (OR)                         | Катрін Ціммерманн · НДР                                                                                    | 2:10.61 | Корнелія Зірх · НДР                                                                             | 2:11.45 |
| 100 м брасом                    | Таня Дангалакова · Болгарія                                                                         | 1:07.95 (OR)                         | Антоанета Френкева · Болгарія                                                                              | 1:08.74 | Зільке Гернер · НДР                                                                             | 1:08.83 |
| 200 м брасом                    | Зільке Гернер · НДР                                                                                 | 2:26.71 (WR)                         | Хуан Сяомінь · Китай                                                                                       | 2:27.49 | Антоанета Френкева · Болгарія                                                                   | 2:28.34 |
| 100 м батерфляєм                | Крістін Отто · НДР                                                                                  | 59.00 (OR)                           | Бірте Вайґанґ · НДР                                                                                        | 59.45   | Хун Цянь · Китай                                                                                | 59.52   |
| 200 м батерфляєм                | Катлін Норд · НДР                                                                                   | 2:09.51                              | Бірте Вайґанґ · НДР                                                                                        | 2:09.91 | Мері Т. Мігер · США                                                                             | 2:10.80 |
| 200 м комплексом                | Даніела Гунґер · НДР                                                                                | 2:12.59 (OR)                         | Олена Дендеберова · СРСР                                                                                   | 2:13.31 | Ноемі Лунг · Румунія                                                                            | 2:14.85 |
| 400 м комплексом                | Дженет Еванс · США                                                                                  | 4:37.76                              | Ноемі Лунг · Румунія                                                                                       | 4:39.46 | Даніела Гунґер · НДР                                                                            | 4:39.76 |
| Естафета 4×100 м вільним стилем | НДР (GDR) Крістін Отто Катрін Майснер Даніела Гунґер Мануела Штельмах Забіна Шульце* Гайке Фрідріх* | 3:40.63                              | Нідерланди (NED) Маріанне Мейс Мілдред Мейс Конні ван Бентум Карін Брінессе Діана ван дер Платс*           | 3:43.39 | США (USA) Мері Вейт Мітзі Кремер Лора Вокер Дара Торрес Пейдж Земіна* Джилл Стеркел*            | 3:44.25 |
| Естафета 4×100 м комплексом     | НДР (GDR) Крістін Отто Зільке Гернер Бірте Вайґанґ Катрін Майснер Корнелія Зірх* Мануела Штельмах*  | 4:03.74                              | США (USA) Бет Барр Трейсі Макфарлен Джанел Джоргенсен Мері Вейт Бетсі Мітчелл* Мері Т. Мігер* Дара Торрес* | 4:07.90 | Канада (CAN) Лорі Мел'єн Еллісон Гіґсон Джейн Керр Ендрія Нуджент Келті Даґґен* Патрісія Ноулл* | 4:10.49 |

* Плавці, що взяли участь лише в попередніх запливах і одержали медалі.

## Країни-учасниці
Змагалися 633 плавці з 77-ми країн.
- Ангола  (8)
- Аргентина  (2)
- Австралія  (25)
- Австрія  (6)
- Багамські Острови  (1)
- Бангладеш  (2)
- Барбадос  (1)
- Бельгія  (7)
- Бермуди  (1)
- Болівія  (1)
- Бразилія  (15)
- Болгарія  (8)
- Канада  (31)
- Китай  (24)
- Китайський Тайбей  (8)
- Колумбія  (1)
- Коста-Рика  (8)
- Чехословаччина  (6)
- Данія  (15)
- НДР  (26)
- Єгипет  (5)
- Фіджі  (5)
- Фінляндія  (1)
- Франція  (25)
- Велика Британія  (38)
- Греція  (4)
- Гуам  (4)
- Гватемала  (1)
- Гондурас  (3)
- Гонконг  (10)
- Угорщина  (13)
- Ісландія  (6)
- Індія  (1)
- Індонезія  (2)
- Ірландія  (5)
- Ізраїль  (1)
- Італія  (21)
- Японія  (23)
- Кувейт  (2)
- Ліван  (4)
- Люксембург  (2)
- Малайзія  (2)
- Мексика  (10)
- Мозамбік  (2)
- Нідерланди  (11)
- Нідерландські Антильські острови  (1)
- Норвегія  (2)
- Нова Зеландія  (7)
- Панама  (1)
- Перу  (2)
- Філіппіни  (4)
- Польща  (5)
- Португалія  (12)
- Пуерто-Рико  (3)
- Румунія  (5)
- Сан-Марино  (2)
- Сенегал  (2)
- Сінгапур  (5)
- Південна Корея  (15)
- СРСР  (27)
- Іспанія  (11)
- Шрі-Ланка  (2)
- Суринам  (1)
- Свазіленд  (2)
- Швеція  (18)
- Швейцарія  (10)
- Тринідад і Тобаго  (1)
- Туніс  (1)
- Туреччина  (2)
- Об'єднані Арабські Емірати  (6)
- США  (44)
- Американські Віргінські Острови  (6)
- Уругвай  (1)
- В'єтнам  (2)
- ФРН  (29)
- Югославія  (3)
- Зімбабве  (4)